# Nakkurin (Viðoy)
Nakkurin è un rilievo alto 481 metri sul mare situato sull'isola di Viðoy, nell'arcipelago delle Isole Fær Øer, in Danimarca.